# Kogg

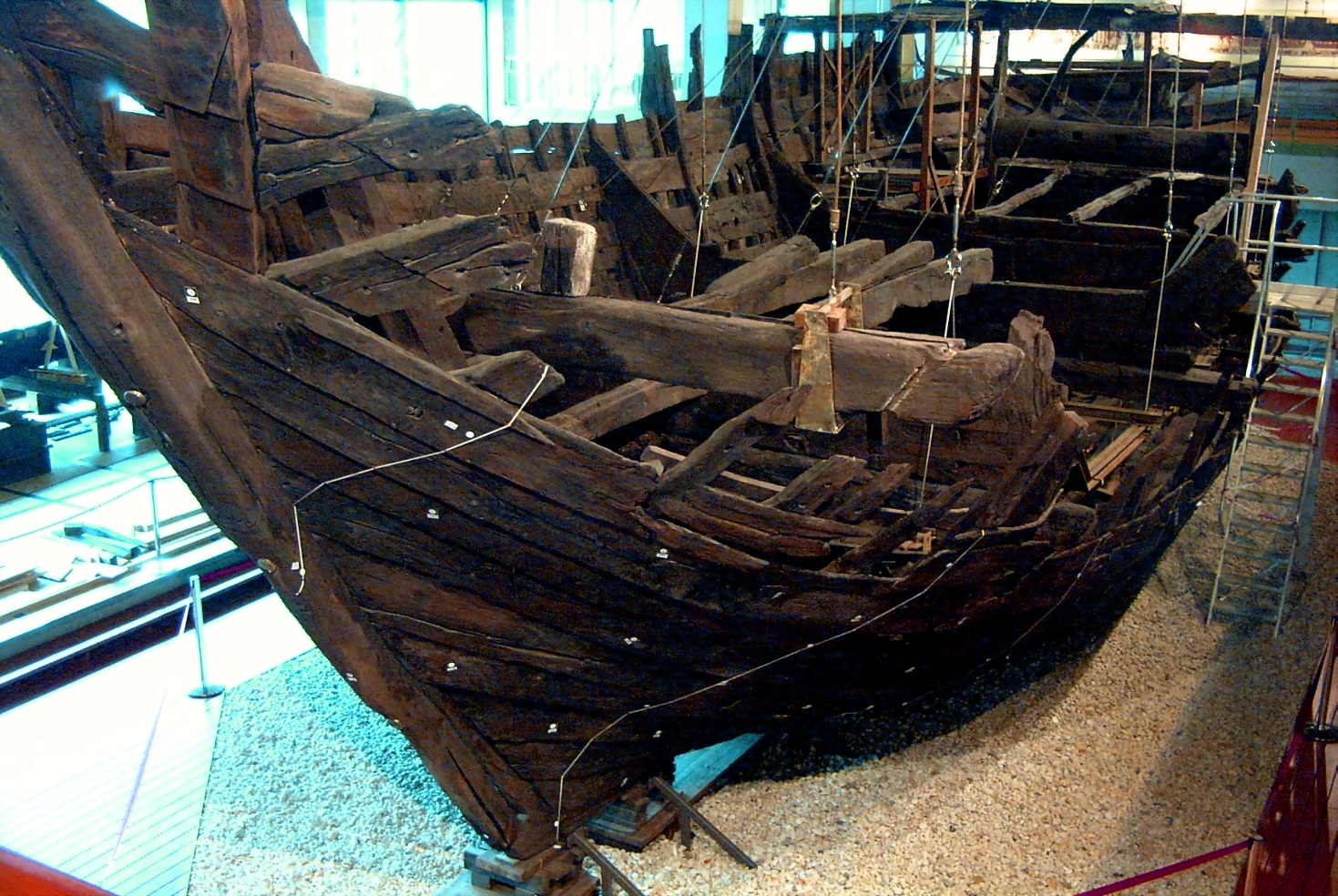
Bremenkoggen från 1380.

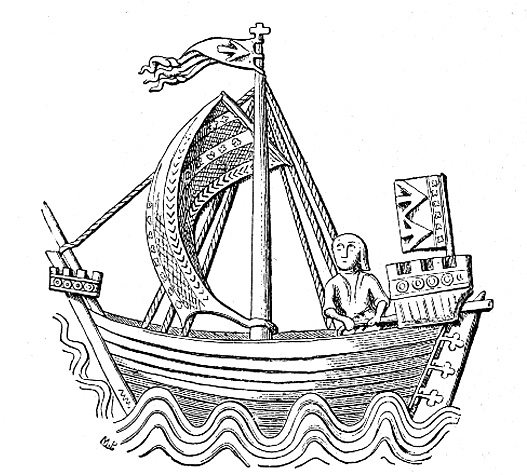
Koggen, Stralsund.

Kogg är en skeppstyp som etablerades av tyska Hansan under medeltiden. Koggarna kan sägas vara en viktig symbol för hela den medeltida kulturen i inte minst Östersjön. Genom de lastdryga koggarna utvecklades sjöfarten i Skandinavien under 1200-talet. Som ett resultat av detta grundades ett flertal nordiska kuststäder.

## Historik
Koggen var vid tiden den nordeuropeiska främsta skeppskonstruktion. Genom Lübecks etablering vid mitten av 1100-talet och sammanslutningen av städerna i norra Tyskland till ett Hansaförbund, övertog Hansan en betydande stor roll när det gällde handeln över havet i norra Europa. För Hansan gällde det att göra skeppen så lastrymliga som möjligt för att stora vinster skulle kunna uppnås. De ursprungliga nordiska skeppen av vikingatyp var snabba och kunde gå in till grunda stränder, men var - med undantag av de så kallade knarrarna - inte byggda för att kunna ta en större mängd gods ombord. Med koggarna introducerades en helt ny skeppstyp i norra Europa, bland annat tekniken kravellbyggande, som tidigare utövad i Medelhavsområdet. Koggarna byggdes med kravell i botten för att över gå till sedvanlig bordläggning på klink i skeppets sidor. Skeppen byggdes också på ett helt annorlunda sätt än vad fallet var för vikingaskeppen. Sågen introducerades vid tiden, i stället för att klyva fram bordsplanken med en yxa ur en stock började man såga fram dessa ur stocken. Skeppens längd låg på drygt tjugo meter och de var både breda, höga och lastdryga. En normalstor kogg kunde ta upp emot 80 ton last. Det behövdes ordentligt med lastutrymme. I bevarade räkenskaper för åren 1398–1400 infördes från Malmö till Lübeck 32.600, 27.800 respektive 29.100 stora tunnor med sill. Lübeck var endast en av många städer som Malmö vid tiden bedrev handel med. Dessa transporter med sill har dessutom skett under en begränsad period under tidig höst.
Det första omnämnandet av en kogg är från  1206 vid en tysk undsättningsaktion till Riga. I nordvästra Jylland har det hittills äldsta kända fyndet av en kogg grävts fram. I Bremens hamn gjordes år 1962 ett unikt fynd av en mycket välbevarad kogg. Denna kogg är 23,5 meter lång och 7,5 meter bred. 40 par spant som tillsammans med övrig förtimring utgör ett konstruktionsskelett till vilket bordplankorna är fästa. Höjden midskepps är 5,3 meter och vid det påbyggda akterkastellet 7,5 meter. Skeppet är genom dendrokronologi  daterat till ca 1380.
2015 hittades ett koggvrak (känt som Tivoli kogg eller koggen Peeter) i Tallinn. Det ägs av Estniska Sjöfartsmuseet och har daterats till början av 1300-talet.
Fynd av andra koggar, dock mindre välbevarade än Bremerkoggen, finns på ett flertal platser i norra Europa: Zuiderzee och Almere i Holland, Kolding i Danmark, i Vejbystrand och den så kallade Lille Kreme-koggen. I Norge finns koggfynd från Sellöerne och i Sverige hittades två koggar samtidigt i Varberg 2022. Fynd av koggar har även gjorts på Helgeandsholmen, i Mollösund, vid Bossholmen vid Oskarshamn och vid Skanör.  De två medeltidskoggarna Tvekamp av Elbogen och Enighet av Elbogen som byggdes i Malmö, finns sedan år 2014 i Västerås historiska skeppsmuseum vid Frösåkers brygga.

## Definition av en kogg

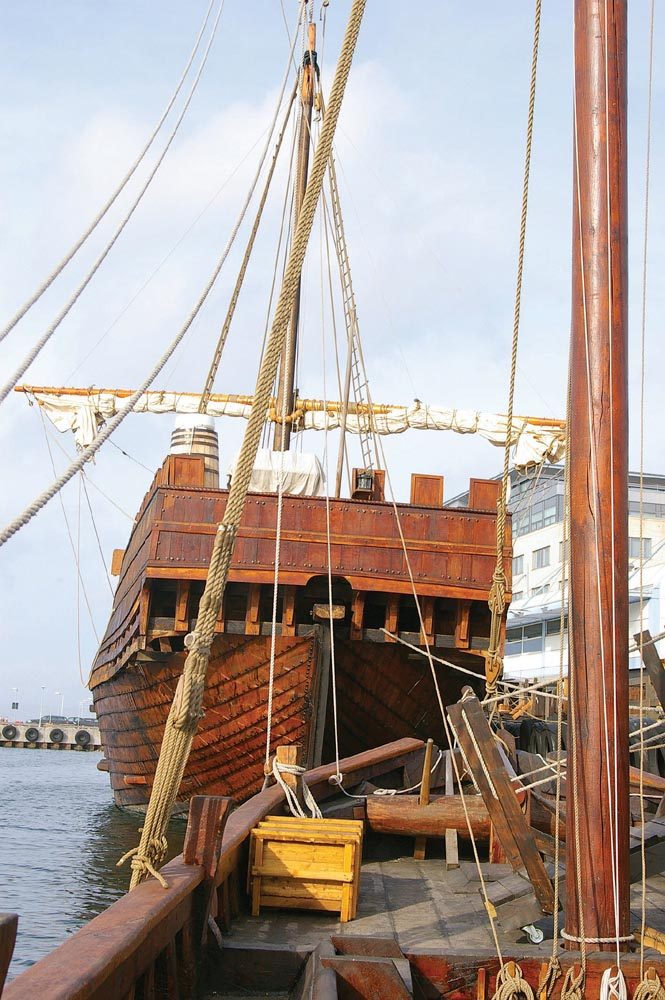
Skanörskoggen på Koggmuseet i Malmö.

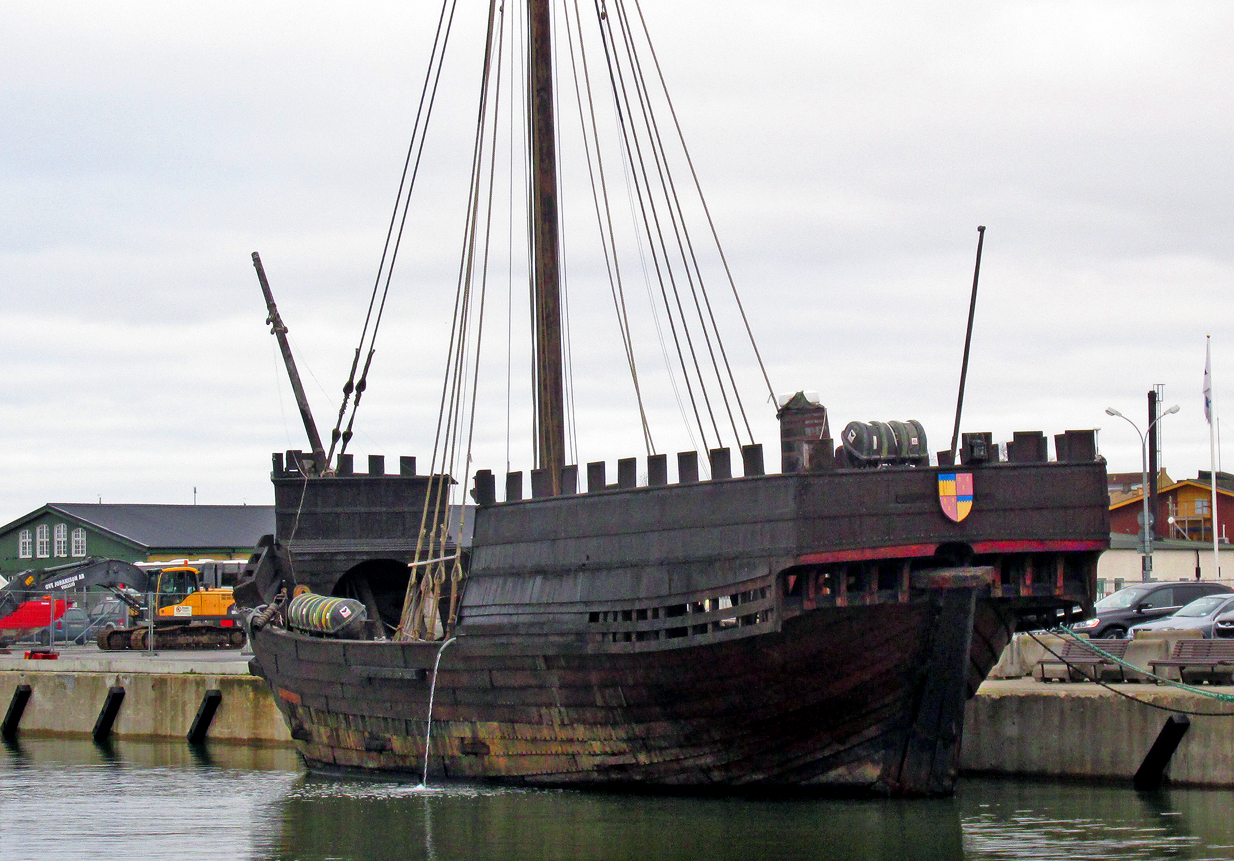
Tvekamp av Elbogen sökte nödhamn i Ystad 10 nov 2013.

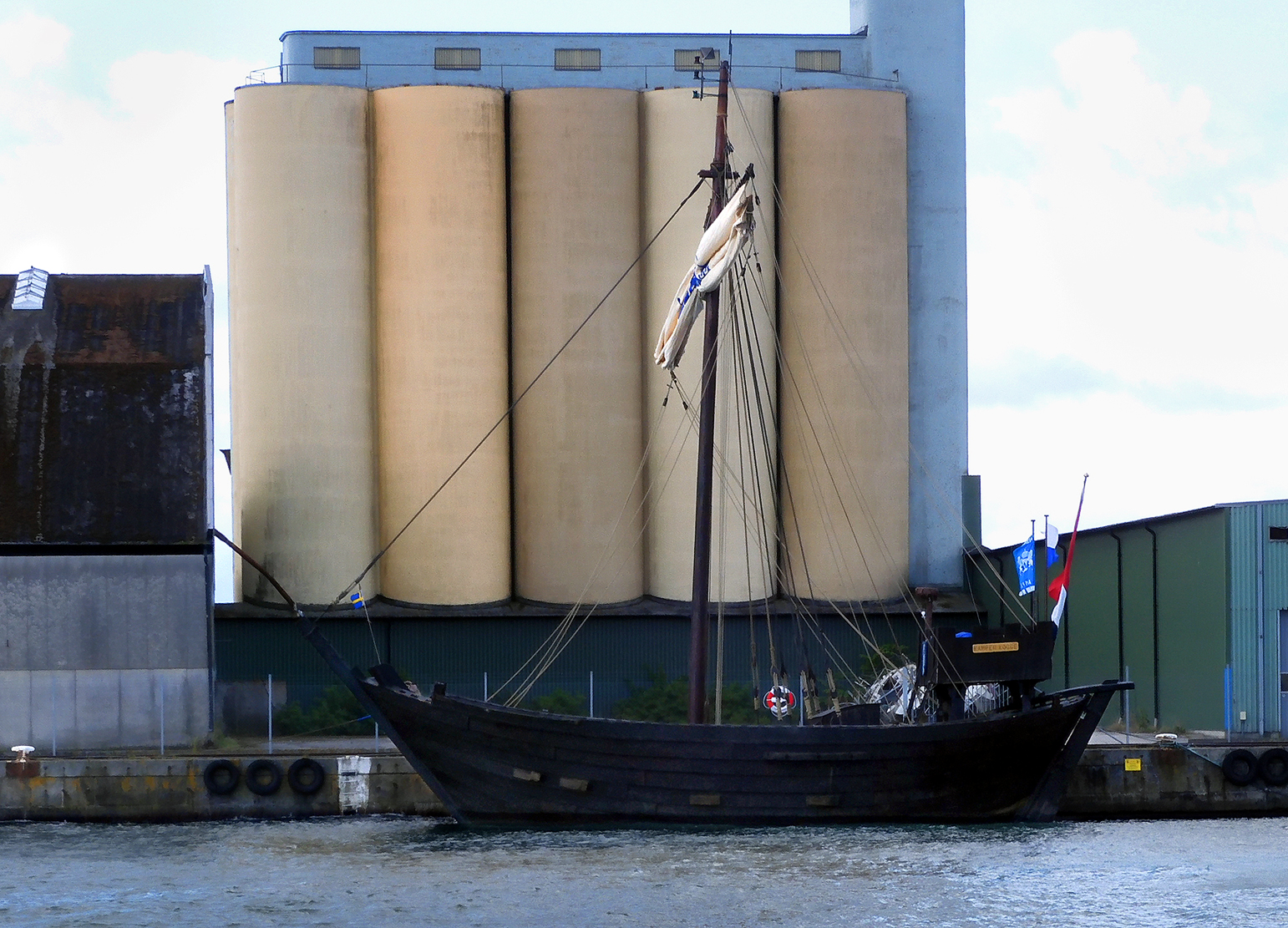
Den nederländska koggen Kamper Kogge ligger i Ystads hamn 22 maj 2025.

Koggarna förde endast en mast och ett segel och var så kallade råseglare. En kogg var byggd med en flat botten utan köl, vilket gjorde det möjligt för skeppet att vid ebb bli stående utan att kantra, och att kunna anlöpa grunda hamnar eller stränder. Den flata botten var byggd i kravellteknik (bordplanken ligger stumt mot varandra). De höga sidorna var däremot byggda på klink (bordplanken överlappar varandra). Ett annat kännetecken för en kogg är att tvärbjälkarna skjuter ut genom skrovsidorna.

### Konstruktionsmässiga särdrag
1. Fartyget har endast en mast, försedd med råsegel.
2. En liggande längsgående kölplanka istället för en egentlig köl.
3. Ett mellanstycke (en form av naturvuxet stävknä) mellan köl och stäv.
4. Övergång mellan kravellbyggd botten och klinkbyggd sida, ungefär i det så kallade slaget.
5. Tätning av mossa som hålls på plats av trälister vilka spikats fast i skrovet med fjärilsformade järnbleck. (se drevning)
6. Bordläggningens fastsättning av långa spikar med stora huvuden, vilka slogs in med hammare genom träet, böjdes och sedan hamrades tillbaka. Denna metod med böjda spikar kallas klinkning. Tekniken var snabbare att använda än den tidigare nitningstekniken.
7. Två kraftiga trästockar lagda tillsammans bildar stävarna. De översta bordplanken går förbi den inre trästocken och är fastsatta i den yttre medan de nedre bordplanken endast är fästa i det inre trästocken.
8. Skeppet är tvärskepps U-format.
9. Tvärbalkarna går ut genom skrovsidorna.
10. Den flata bottnen är uppsvängd i för och akter för att förhindra att skeppet sugs fast på en tidvattensstrand.

## Forskning
Forskningen kring koggen fortsätter. Genom fyndet och dateringen av Bremenkoggen år 1962 antogs att man fått en tämligen säker bild av koggens detaljutseende. En fullskalekopia byggdes och sjöegenskaperna kunde testas. Resultaten visade att den var mycket sjövärdig men med relativt dåliga segelegenskaper. Man har till exempel vid segling varit tvungen att avvakta bra väder med rätta vindar. 
Genom det koggfynd som Fotevikens Museum gjorde utanför Skanör år 1992 och de efterföljande marinarkeologiska undersökningarna har nytt ljus kastats över koggproblematiken. Skanörskoggen har jämfört med Bremenkoggen och har en kraftig indragning av skrovet, speciellt i akterpartiet. Detta kunde tyda på att hon varit en bättre seglare. Byggåret ca 1390 ligger mycket nära Bremerkoggens datering till året 1380. Genom dessa undersökningar finns två koggfynd bygga vid ungefär samma tidsepok, men med delvis annorlunda utseende. För att få veta mer om Skanörskoggens seglingsegenskaper beslöt Malmö stad på förslag från museet att låta bygga två kopior utifrån museets rekonstruktioner av både Skanörskoggen och Almerekoggen från Holland. Med museet som projektledare byggdes under åren 1998-2003 kopior av dessa två skepp i Malmö. Det visade sig redan vid provseglingen av Skanörskoggen att denna har mycket goda sjöegenskaper. Genom denna forskning har därför bilden av de medeltida koggskeppen radikalt förändrats.